# Костанайський провулок (Київ)
Костана́йський прову́лок — провулок у Голосіївському районі міста Києва, місцевість Деміївка. Пролягає від Гетьманської вулиці і Старобільського провулку до Костанайської вулиці.

## Історія
Провулок виник у 50-ті роки XX століття. З 1957 року мав назву Кустанайський провулок, на честь міста Кустанай (тепер Костанай).
Сучасна уточнена назва — з березня 2018 року.